# Chromis margaritifer
Chromis margaritifer · Chromis bicolore
Espèce
Chromis margaritifer, communément nommé Chromis bicolore, est une espèce de poisson marin de la famille des Pomacentridae.
Le Chromis bicolore est présent dans les eaux tropicales de la zone centrale de la région Indo-Pacifique jusqu'aux îles du centre de l'Océan Pacifique.
Sa taille maximale est de 9 cm.